# Gonzalo de Borbón y Battenberg
Gonzalo Manuel Maria Bernardo Narciso Alfonso Mauricio de Borbón y Battenberg (ur. 24 października 1914 w Madrycie, zm. 13 sierpnia 1934 w Krumpendorf am Wörther See w Austrii) – hiszpański infant.
Urodził się jako najmłodszy syn króla Hiszpanii – Alfonsa XIII z jego małżeństwa z królową Wiktorią Eugenią. Po ustanowieniu Drugiej Republiki Hiszpańskiej w 1931 wraz z rodziną udał się na wygnanie.
Podobnie jak jego najstarszy brat książę Asturii Alfons cierpiał na hemofilię. Bezpośrednią przyczyną jego śmierci były obrażenia poniesione w wypadku samochodowym. Pozostał w stanie bezżennym i nie pozostawił potomstwa.